# Balloniscus sellowii
Balloniscus sellowii är en kräftdjursart som först beskrevs av Brandt 1833.  Balloniscus sellowii ingår i släktet Balloniscus och familjen Balloniscidae. Inga underarter finns listade i Catalogue of Life.